# Bakhmétievo
Bakhmétievo (en rus: Бахметьево) és un poble de l'óblast de Tula, a Rússia, segons el cens del 2010 tenia 418 habitants.